# Szent István tér (Pécs)
A Szent István tér a pécsi belváros egyik idegenforgalmi központja, világörökségi terület és számos pécsi rendezvény színtere. A középkorban a Széchenyi tér mellett a város egyik piactere volt. A Szent István nevet 1989 óta viseli ismét. A tér főbb látványosságai az Ókeresztény sírkamrák, a térről jól látható Pécsi székesegyház, a Littke pezsgőgyár által életre hívott Pezsgőház, a tér közepén elhelyezkedő szökőkút és számos híresség szobra.
Itt kerül megrendezésre minden évben a Sétatér fesztivál és a Pécsi napok, és igénybe veszik számos más rendezvény kapcsán is.

## Korábbi elnevezései
Történeti leírásokban a tér korábban többféle néven szerepelt: 1712: Búza-piac, 1722-ben két részből állt az Untere Schlossgasse (Alsóvár utca) és a Schlossberg (Várhegy), 1843: Virág utca, 1864: Scitovszky tér, 1948: Szent István tér, 1962: István tér, 1989: Szent István tér.
2002-ig a Dóm tér is része volt.

## Elhelyezkedése

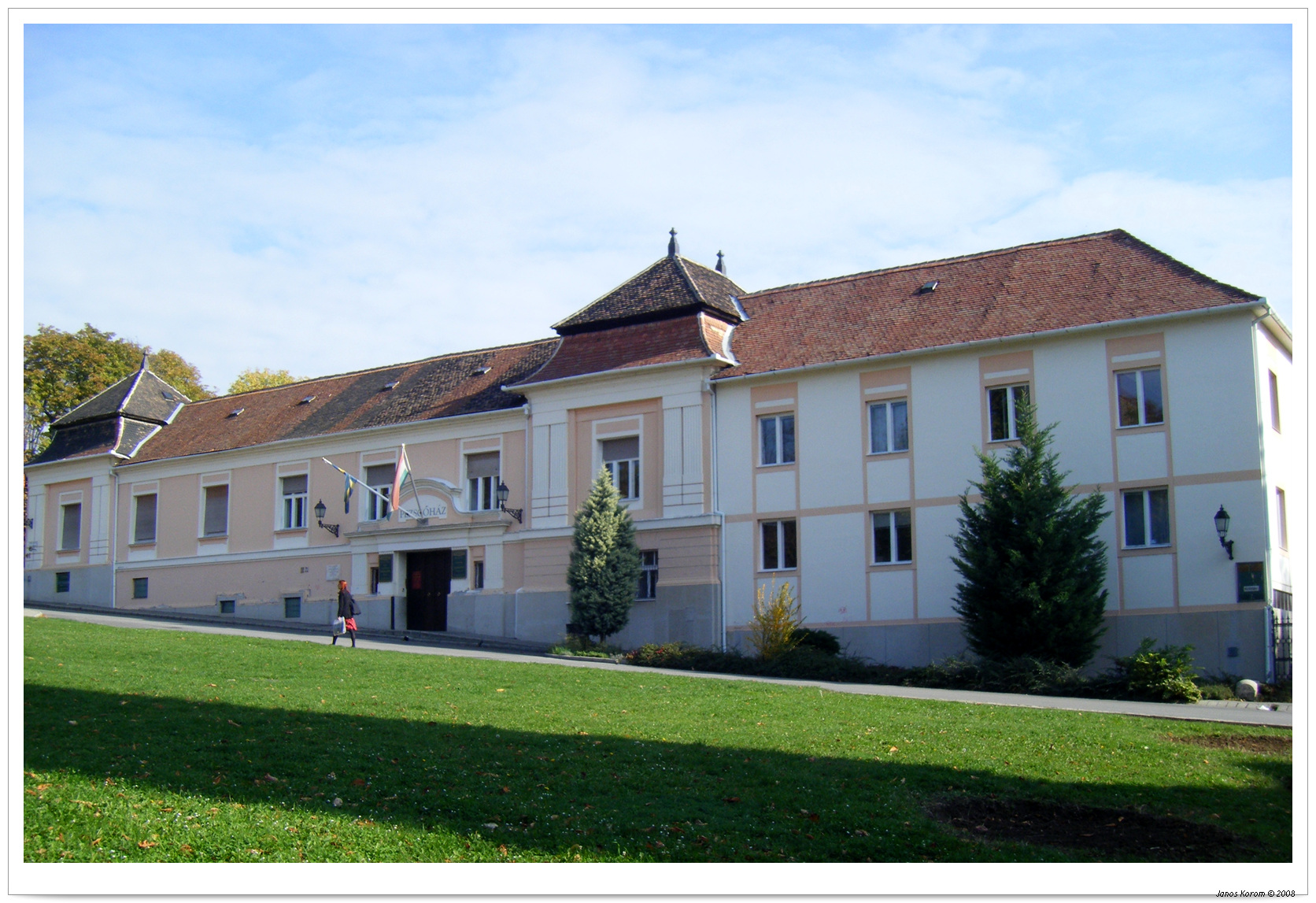
A Pezsgőház.

A tér a város egyik központi elhelyezkedésű, emlékművekben gazdag, parkos tere a városfalon belül, a székesegyháztól délre. Délről többek között az Apáca utca és a Leőwey Klára Gimnázium, Pécs egyik patinás középiskolája határolja. Az épületegyüttest Feigler Ignác pozsonyi építész tervei alapján építették 1851-ben fokozatos bővítések mellett. A gimnáziumot közre fogja a ciszterciek által fenntartott Szent Margit Óvoda, Általános Iskola, Alapfokú Művészeti Iskola és Kollégium (az épületben középiskolai leánykollégium található) és a Miasszonyunk-zárdatemplom, amely 1852-54 között épült romantikus stílusban.
A teret keletről a Pezsgőház, az egykori Littke pezsgőgyár épülete határolja, amely a mai Magyarország területének első pezsgőgyára volt. A Pezsgőház az egyik leghosszabb (2 km), látogatók által bejárható pincerendszerrel rendelkezik. A rendszer a járda szintjétől 12 m mélységig húzódik le. Nyugatról a Civil Közösségek Háza, északról pedig a Janus Pannonius utca (Sétatér) és az Ókeresztény Mauzóleum határolja.

## Az ókeresztény sírkamrák

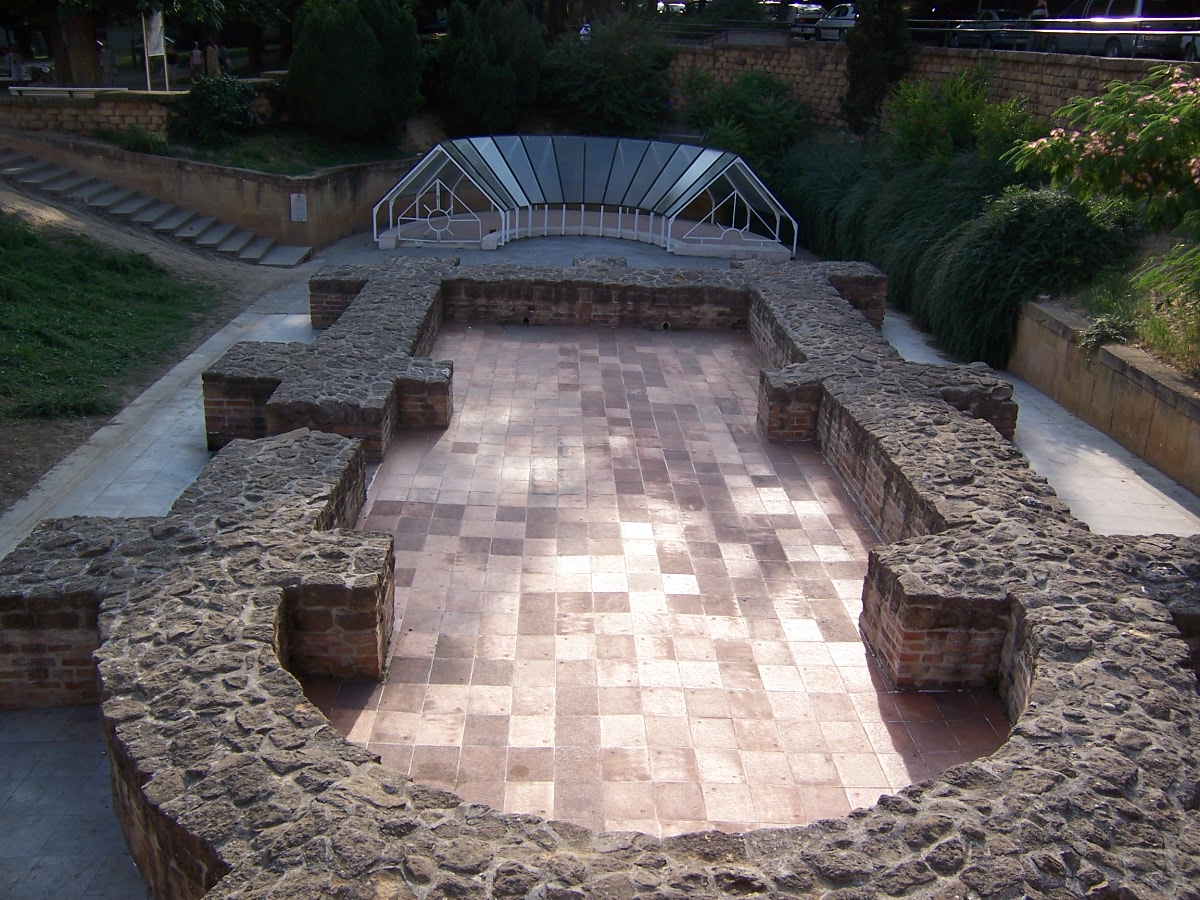
Az Ókeresztény Mauzóleum

Sopianae városának 4. századi ókeresztény közössége jelentős számú sírépítményt (kápolnát, sírkamrát, épített sírokat) emelt egykori temetőjében. Az ókeresztény temetői emlékegyüttes nagysága és gazdagsága a legjelentősebb az Olaszországon kívüli nekropoliszok emlékanyagában. Az első sírkamrát a 18. század elején a mai Nagy Lajos Gimnázium udvarán találták, erről azonban csak feljegyzések tudósítanak. 1782-ben bukkant elő az első olyan ókeresztény emlék, a Péter-Pál sírkamra, amely mind a mai napig fennmaradt. 2000-ben kezdődött el a legújabb lelet, az alaprajzilag egyedülálló nyolcszögű sírkamra feltárása. A közben eltelt 218 év alatt 16 sírkamrát, több száz sírt és az azokban eltemetett több ezer késő római tárgyat hoztak felszínre a régészek.
A sírkamrák figurális és ornamentális falfestése csak Róma katakombafestészetéhez hasonlítható. A sírkamrák falain az ókeresztény szimbólumok (Krisztus-monogram, galamb, a korsó és a pohár) mellett található bibliai jelenetek (Péter és Pál apostolok, Ádám és Éva, Dániel próféta az oroszlánok barlangjában, a háromkirályok, Jónás jelenete, Mária és a gyermek Jézus) közeli analógiái Róma város katakombáiból ismertek. A kancsó és pohár a halotti tor vagy az eucharisztia (oltáriszentség) szimbóluma lehet, a több helyen is feltűnő Krisztus-monogram Krisztus személyes jelenlétére utal és gyakran a sírokból előkerült ékszereken, gyűrűkön, fülbevalókon is megjelenik. A pécsi emlékek építészetileg abban térnek el a Balkánon és más európai provinciákban talált hasonló épületektől, hogy a sopianaei temetőépületek között kétszinteseket is találunk, amelyeket kettős feladat ellátására emeltek: egyszerre voltak temetkezési helyek (sírkamra-cubiculum) és szertartások céljára szolgáló kápolnák (memoria). A sopianaei temető területén eddig feltárt sírkamrák, kápolnák, mauzóleum olyan együttest alkotnak tehát, amelynek egyedi építészeti megjelenése és ugyancsak egyedi, bibliai gyökerekből táplálkozó falfestészete egy napjainkra is kiható kultúráról és civilizációról tanúskodik.

## Vízlépcső és szökőkút
Korábban a téren vízlépcső futott le, ám a tér átalakításakor, 1975-ben az Ókeresztény Mauzóleum feltárásakor ezt a lépcsőt megszüntették, víz ma már csak a szökőkútban található. A padokkal körülvett szökőkút fiatalok kedvenc gyülekező helye lett.

## Szobrok
A tér északi részén áll az a Kodály Zoltánt ábrázoló bronzszobor, amelyet Varga Imre készített 1976-ban. A déli oldalon található Pátzay Pál Két nővér című szobra, amelyet 1946-ban állították fel. A tér legdélibb részén, a ferences templom északnyugati oldalával szemközt áll az Assisi Szent Ferenc-szoborkút.

## Galéria

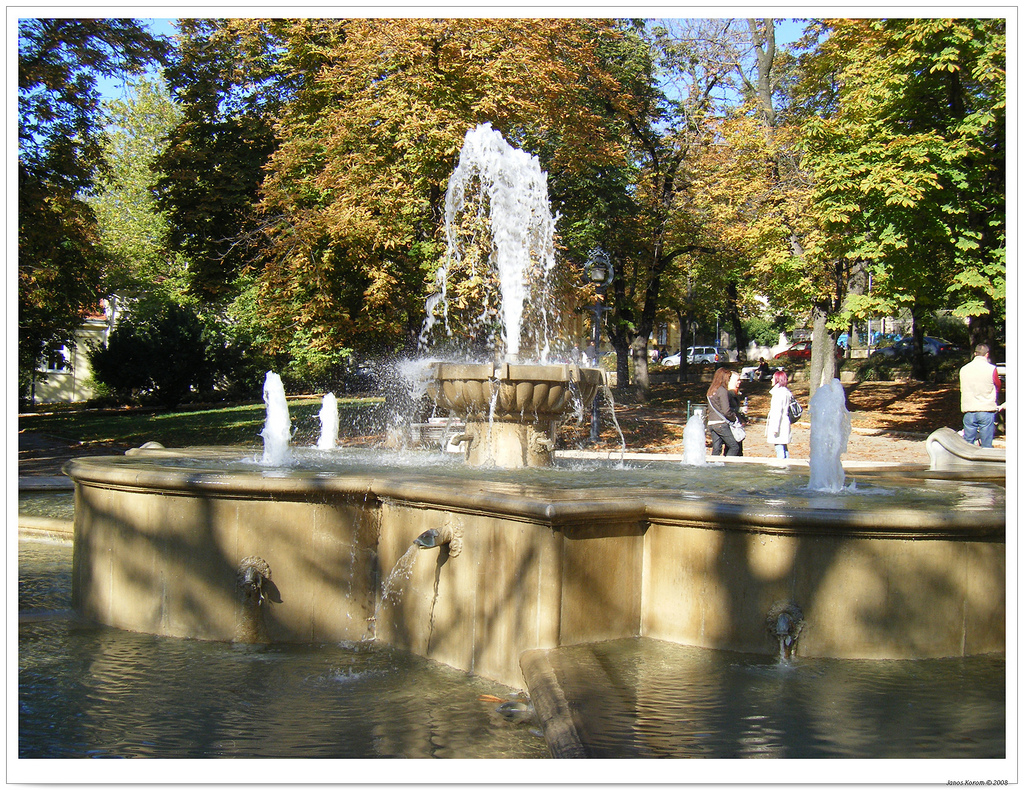
A tér közepén álló szökőkút
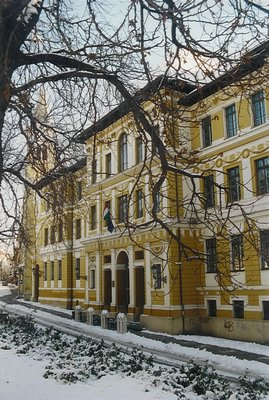
A Leőwey Klára Gimnázium frontja télen
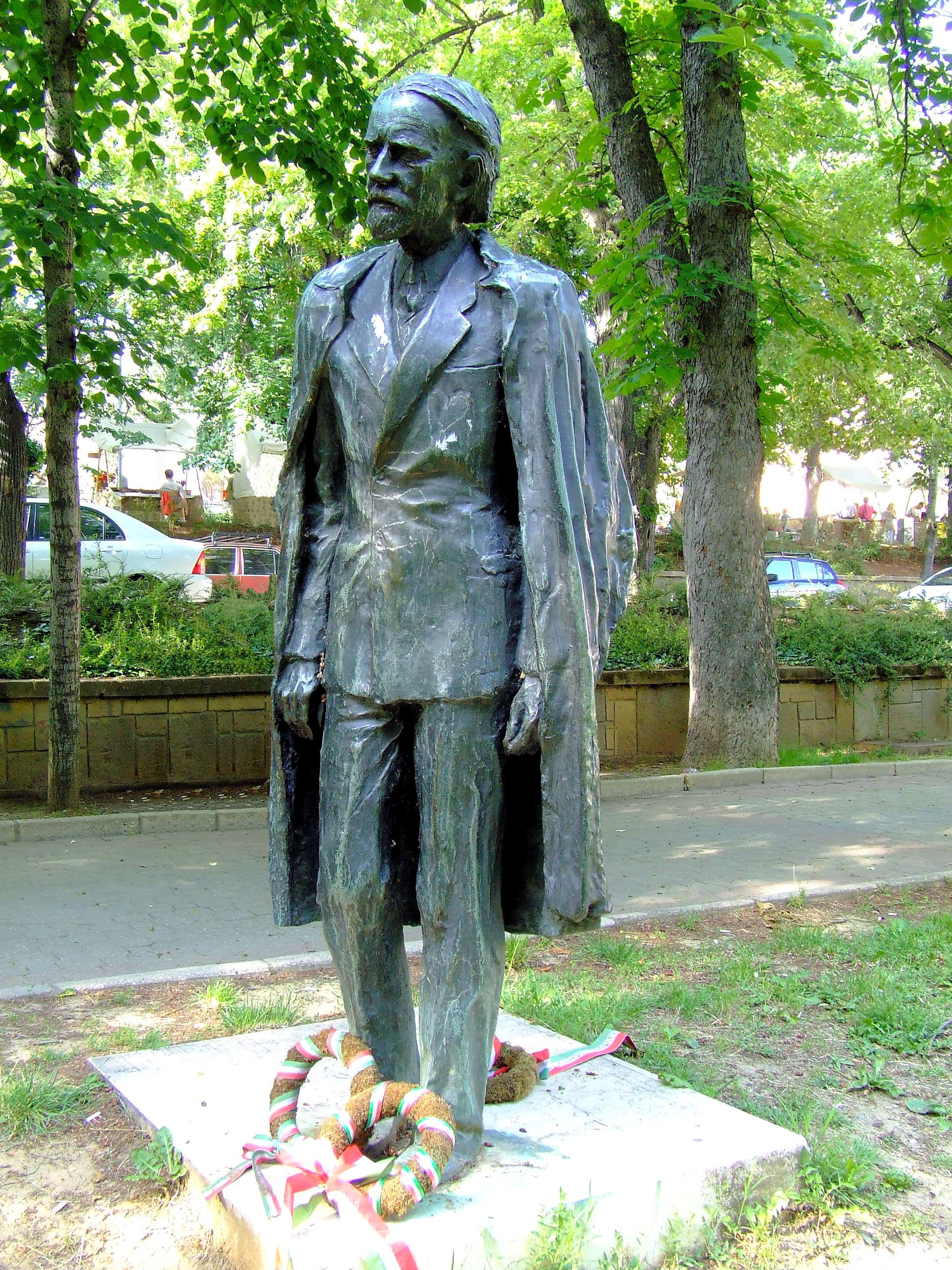
Kodály Zoltán szobra
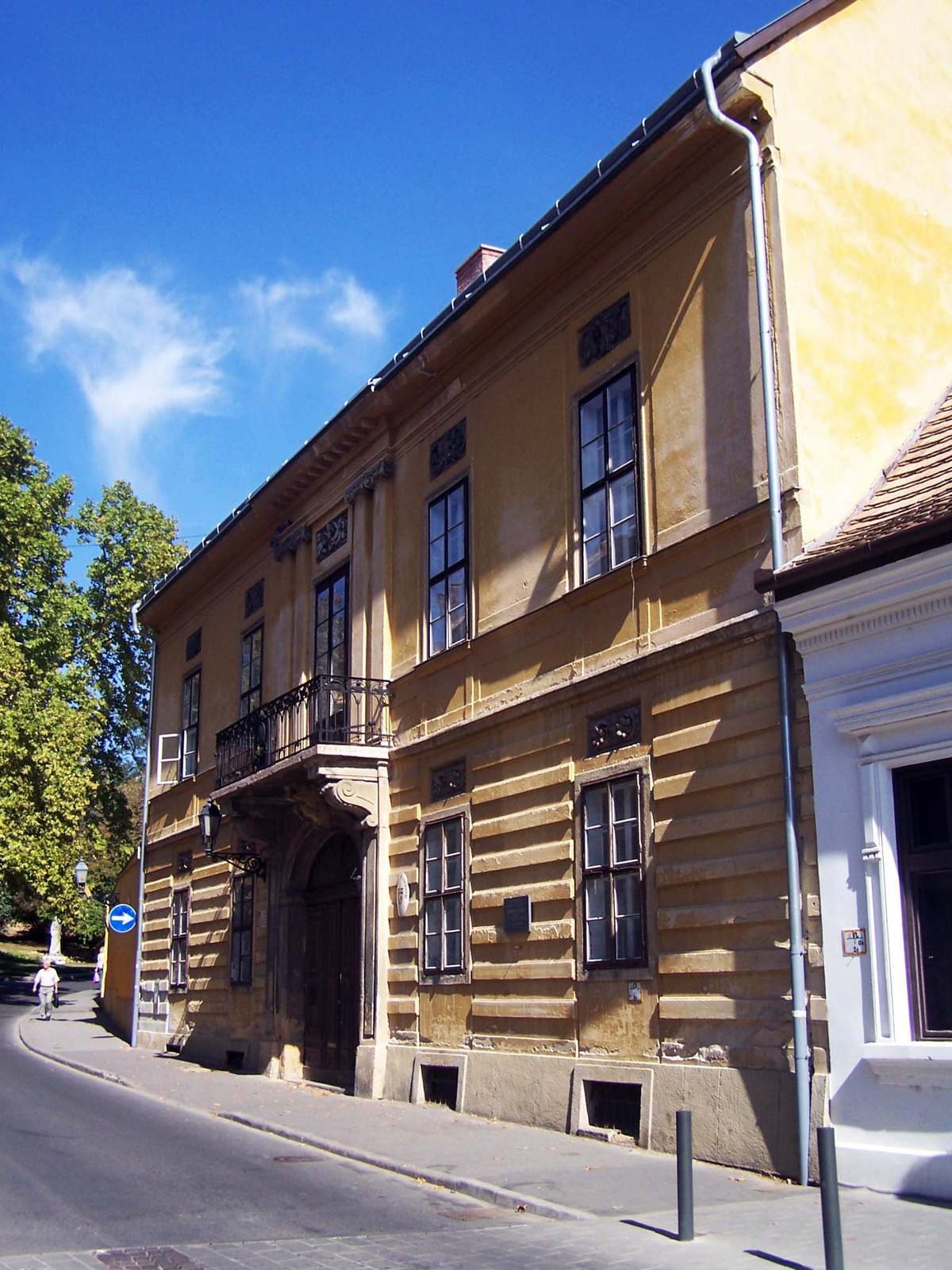
Műemlék épület a tér déli részén
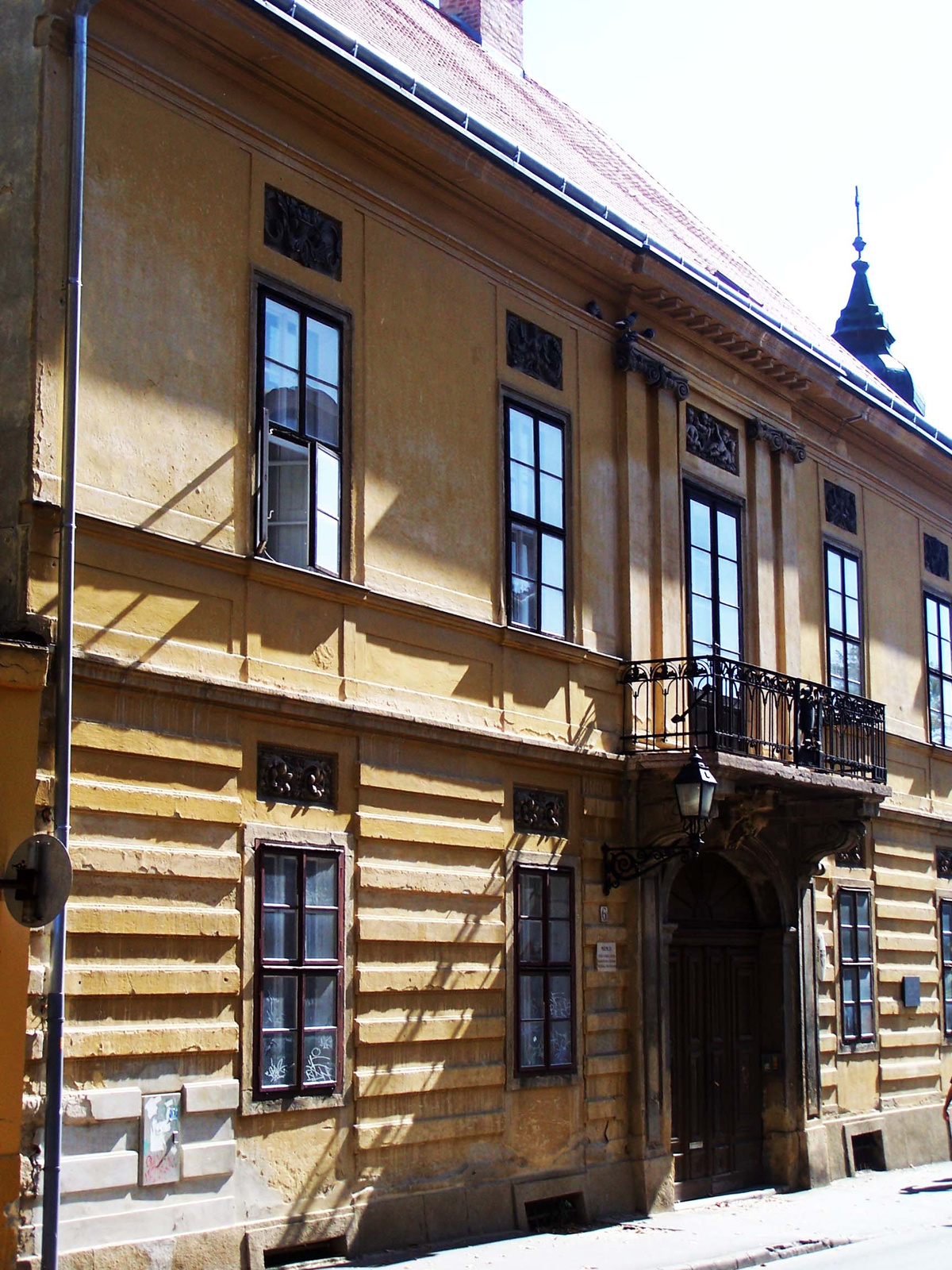
Régi épület a Szent István tér 6. alatt